# Faldskærmsklubben DFC
Dansk Fritfald Center (DFC) blev stiftet den 8. marts 1969 og hører dermed til en af Danmarks ældste faldskærmsklubber.[kilde mangler] Som følge af Dansk Faldskærms Unions omorganisering i 1970, som forbød klubber og lokalunioner at føre ordene "DANSK" eller "DANMARK" i deres navn, ændredes klubbens navn til: Faldskærmsklubben DFC.
Klubben er optaget i Dansk Faldskærms Union, hvis love og sikkerhedsbestemmelser er gældende for klubbens medlemmer.
Fra 2010 holder klubben til i Tureby ved Faxe.